# 劇的瞬間スペシャル!
『劇的瞬間スペシャル!』（げきてきしゅんかんスペシャル!）は、フジテレビ系列で1997年10月から1999年10月まで放送された報道バラエティ特番である。

## 概要
- FNN28局から世界各国まで事件・事故などのスクープ映像を取り上げる番組である。
- 年末にはニュース映像大賞として制定された。

### 『スーパータイムスペシャル』から『劇的瞬間スペシャル!』へのリニューアル
主な変更点としては
- 『FNNスーパータイム』の衝撃映像スペシャル『スーパータイムスペシャル』として放送されたが1997年3月30日を以て通常版は放送終了し、本番組にリニューアルすることになった。
- 司会は『スーパータイム』のキャスターに代わって、かつて『スーパータイム』のキャスターであり、当時『ニュースJAPAN』メインキャスターの安藤優子と今田耕司が務める。

## 出演者
司会
- 安藤優子
- 今田耕司[1]
- 笠井信輔（フジテレビアナウンサー）[2]

ナレーション
- 大森章督

## 放送日
- 『劇的瞬間スペシャル! 衝撃映像未体験ゾーン』
  - 1997年10月9日木曜19:00 - 20:54（『強力!木スペ120分』枠）
  - 1998年3月24日火曜19:00 - 22:18
  - 1998年10月1日木曜19:00 - 20:54
  - 1999年3月24日水曜19:00 - 20:54
- 『劇的瞬間スペシャル! ニュース映像大賞』
  - 1997年12月28日日曜19:00 - 20:54（『日曜ビッグウェーブ』枠）
  - 1998年12月
- 『劇的瞬間スペシャル! 撮ったぞ!生きてた!奇跡の映像・運命の涙』
  - 1999年10月1日金曜19:00 - 20:54